# Heidi Rohi
Heidi Rohi (Haapsalu, 23 maggio 1966) è una schermitrice estone, specializzata nella spada. Ha vinto una medaglia d'argento ed una di bronzo ai Campionati mondiali di scherma.